# هانستار
هانستار (انگلیسی: HannStar) شرکت سخت‌افزار تایوانی است، که در سال ۱۹۹۸ تأسیس شد.